# Towns
Towns est un jeu vidéo de  simulation économique sorti en 2012 sur Windows et Mac OS X.

## Système de jeu
Town est un jeu de construction de ville via une vue isométrique de haut en bas avec plusieurs niveaux de hauteur, permettant au paysage de générer de grandes zones vallonnées et de caverne profonde.
Au début d’une nouvelle partie, le joueur a la possibilité de choisir parmi un certain nombre de biomes différents tels que des plaines/forêt, le désert, la neige, jungle, etc., chacun possédant ses propres qualités (les bananes et les radis ne peuvent pousser uniquement dans les jungles, les cactus ne peuvent pousser que sur un biome désertique).
Lors du démarrage d’une nouvelle partie, le joueur commence avec 11 villageois et doit rassembler des ressources et réserver de l’espace afin de pouvoir construire différentes « pièce », par exemple, la création d’une pièce de type « Carpenter » permettant de fabriquer des objets basiques et avancés en bois ce qui conduira à la création d’une « pièce » de type « Maçonnerie » permettant de fabriquer des objets en pierre, etc.

## Développement
Il a été initialement développé par un groupe de trois personnes, SMP, qui comprenait Xavi Canal, Alex Poysky et Ben Palgi. En février 2014, le développement est délégué à Florian Frankenberger. Le jeu est inspiré de Diablo, Dungeon Keeper et Dwarf Fortress selon le site officiel. Il est d’abord publié sur Steam Greenlight le 7 novembre 2012 comme un produit en bêta, mais certaines personnes se plaindront après l’achat du manque de clarification des développeurs à propos du fait que le jeu n’était pas terminé. Le jeu faisait partie des dix premiers jeux de Steam Greenlight à être vendu sur le magasin Steam.
Le 9 février 2014, Canal annonce sur le forum officiel de Towns qu’après la publication du dernier build (v14), SMP abandonnera le jeu à cause du trop grand stress et de la masse de travail trop élevée causé par celui-ci. Florian Frankenberger reprend le développement après cette annonce (pour 20 % des revenus des ventes), mais abandonne à son tour le développement le 6 mai 2014, jugeant le travail trop important par rapport au salaire ne lui permettant pas de vivre du jeu,,.
Plusieurs demandent de la part de la communauté afin d’avoir accès au code source du jeu, cependant, celles-ci sont restées sans réponse,.